# IBM System i
Application System/400 (известна като AS/400), сега наречена Интегрирани машини (System i) (известна като iSeries), е тип миникомпютър произвеждан от IBM. Първият модел е произведен през 1988. След това е преименуван на eServer iSeries през 2000 като част от маркетинговата инициатива на IBM за популяризиране на марката e-Server. Сега с новата стратегия за преминаване на сървърите и системите за съхранение на данни към търговската марка System фамилията е преименувана на System i през 2006, като POWER5-базираните сървъри се наричат System i5.

## Възможности
AS/400 е обектно базирана система с интегрирана DB2 база данни която е проектирана да осъществи модела на Едгар Ф. Код за релационна база данни, който е базиран на 12-те правила на Код (Codd's 12 rules), в операционната система и хардуера.

### Система от команди
AS/400 и следващите модели успяха благодарение на тяхната набор от инструкции (instruction set) (наречени от IBM „Technology Independent Machine Interface“, TIMI (Технологично независим машинен интерфейс)) позволяваща операционната система и приложните програми да се възползват от напредъка в хардуера и софтуера без да бъдат рекомпилирани. TIMI е виртуална система от команди а не система от команди на процесора. Всички потребителски програми са запазени като TIMI команди, което означава че те не могат да използват командите на процесора, но осигуряващо независимост от хардуера. Това е концепция приличаща на архитектурата виртуална машина използвана от програмни обкръжения като Smalltalk, Java и .NET. Основната разлика е, че TIMI е вградена в дизайна на AS/400, така че да направи всички приложения и дори голяма част от операционната система двоично съвместими с различни процесори.
За разлика от другите архитектури за виртуални машини при които виртуалните команди/инструкции се интерпретират по време на изпълнението на програмата, TIMI инструкциите никога не се интерпретират. При тях има допълнителна стъпка компилиране при която те се „превеждат“ в процесорни инструкции. TIMI инструкциите се запазват заедно с процесорните инструкции. По този начин програма компилирана на един процесор (например оригиналните CISC AS/400 процесори) може да се използва с нов процесор (като PowerPC) без рекомпилация. Програмата просто се прехвърля от старата към новата машина, където операционната система игнорира старите процесорни инструкции и рекомпилира TIMI инструкциите в инструкции за новия процесор.
Системата от команди на AS/400 дефинира всички указатели като 128-битови. Това е една от възможностите на System/38 помогнали за успеха и. Тя използваше 128-битово адресно пространство за всички устройства дори и за дисковата и лентовата подсистема, за да могат да се адресират директно.
S/38 използваше 48 битово адресиране. То е разширено до 64 бита когато на пазара е пусната оригиналната AS/400.

### Входно-изходна архитектура
Ситемата AS/400 е всъщност интелигентна мрежа от компютри: входно-изходните операции на базата данни не са директно управлявани от главния процесор, а от специализирани процесори занимаващи се с базата данни и входно-изходния канал. Аналогично с интерактивните терминални сесии се занимава процесора за работни станции. По този начин на пръв поглед маломощен процесор с ниска честота не е лимитиращ фактор в цялостната производителност на системата и производителността може да се модифицира така че да достигне нужната производителност. Например: без терминален входно-изходен процесор и с по-голяма дискова подсистема за web сървър.

### Програми
AS/400 включва разширена базирана на библиотеки операционна система, OS/400, и е способна да поддържа множество от AIX, Linux, Microsoft Windows 2000 и Windows Server 2003. Докато OS/400, AIX и Linux са поддържани от POWER процесорите, Windows се поддържа или от вътрешен еднопроцесорен blade сървър (IXS) или от външни многопроцесорни сървъри (IXA).
LPAR Логическото разделяне (Logical PARtitioning), е възможност взета от IBM мейнфрейм компютрите, улесляваща паралелната работа на множество операционни системи на една AS/400. Инсталация с LPAR може да изпълнява различни операционни системи на различни логически дялове като ги изолира напълно една от друга. На всяка LPAR е дадена порция от системните ресурси (памет, дисково пространство и процесорно време) чрез система от значиности която определя къде неизползваните ресурси се използват и това по всяко време. Поддържаните операционни системи (и най-често използвани) с LPAR са OS/400, AIX и Linux.
Други възможности са изключително бърза система за управление на бази данни, меню базиран интерфейс, поддръжка на много потребители, терминали (IBM 5250) и принтери, сигурност, комуникации, клиент-сървър и web-базирани приложения. Всички необходими програми за AS/400 са включени и интегрирани. Повече от 2500 бизнес програми бяха достъпни когато първата AS/400 е пусната на пазара през 1988. Програмите могат да се изпълняват без модифициране на всеки модел от малки еднопроцесорни машини до тези с 64 многоядрени процесори.
По-новите AS/400 – iSeries и System i сървърите – също поддържат общи клиент-сървър-базирани технологии като ODBC и JDBC за достъп до тяханта база данни от клирнтските програми създадени с езици за програмиране като Java, Microsoft .NET и други.

### Програмиране
Езиците за програмиране достъпни за AS/400 са RPG, асемблер, C, C++, Java, Smalltalk, COBOL, SQL, BASIC, PHP, PL/I, и REXX. Няколко Several CASE инструмента са достъпни: AllFusion Plex (виж * Plex Wiki Архив на оригинала от 2008-05-17 в Wayback Machine.), Synon, AS/SET, LANSA, и Magic EDeveloper.
Командите на Control Language (CL) (може да се преведе като език за контрол) са достъпни и повечето имат контекстна помощ за да улеснят въвеждането на параметри. Името на команда се състои от глагол от три букви и тематична част, също наречена съществително име. Някои имена на команди имат също и „модификатор“. Това е направено с цел да се направи „CL“ кода по разбираем.
Примери:
- CRTUSRPRF – Create (глагол) user (модификатор) profile (съществително)
- DLTLIB – Delete (глагол) library (съществително)
- CPYF – Копирай файл (Copy file)
- WRKACTJOB – Работи с активните задачи (Work with Active Jobs)
- WRKSYSSTS – Работи със статуса на системата (Work with System Status)

За традиционните езици за програмиране като RPG, COBOL, C и SQL, AS/400 поддържа външни файлове (external files), екранни файлове (display files) и обектно-ориентирано програмиране (object-oriented programming), което позволява програмиране с повишена продуктивност. Тя също поддържа Unix-подобни файлови директории, поддръжка на Java, клиент-сървър технология и Apache сървър, за различни вертикални приложения.

#### Обкръжение на интегрирания език
Въпреки липсата на „юникс“ произход AS/400 през годините придоби модела на програмиране/изпълнение, който е традиционен за Юникс, Линукс и Windows. Традиционното програмиране за AS/400 е „всичко на едно място“, където програмиста пише програмата, компилира кода, и след това я изпълнява. Няма я стъпката свързване(link) позната от други обкръжения.
Обаче, през 1995, това се промени. IBM кръсти програмирането the „всичко на едно място“ ОМП (Оригинален Модел на Програмиране) („OPM“ (Original Programming Model)) и въведе нов образец за програмиране наречен „ILE“ (for Integrated Language Environment). ILE е значително подобрение в сравнение с OPM, като възможност за създаване на модули (подобни на .obj или .lib файловете), и след това свързването им в един изпълним файл. Изпълнимия файл можеше да бъде създаден като програма или служебна програма (service program) (подобна на .lib или .dll файловете).
Но истинската „мощност“ на ILE е в „интеграцията“. Модулите в ILE-съвместими езици (RPG, COBOL, C, C++, и CL) можеха да бъдат създавани и свързвани заедно. За първи път програмиращите на AS/400 можеха да използват предимствата на множество ILE-съвместими езици в една програма. А с въвеждането на служебни програми (service programs), стандартните алгоритми можеха да бъдат изнесени и модулността се повишаваше. За да се осигури „миграцията“ към ILE, OPM RPG и COBOL програми можеха да бъдат моного лесно пренесени към ILE.
Съвместимостта с Java също се поддържаше, но не толкова тясно както с ILE езиците. iSeries Java резлизацията се отличава с едно ниво от това което е интегрирано в операционната система.

## История
AS/400 е резултат от комбинирането на System/38 база данни (представена от IBM през октомври 1978 и пусната в продажба през август 1979) и System/36. Първите системи AS/400 (познати по кодовите си имена от процеса на разработка Silverlake) и Olympic са доставени през 1988, и подобрявани постоянно оттогава. Програмистите, работили по OS/400, операционната система на AS/400, нямат опит с UNIX и според Франк Солтис(Frank Soltis), главен инженер, това е основната разлика между нея и всяка друга операционна система.
AS/400 е първата неспециализирана компютърна система, получила C2 ниво на сигурност от NSA, и през 1995 е разширена с 64-битов процесор и операционна система.
През 2000 IBM преименува AS/400 на iSeries, като част от маркетинговата програма e-Server. Разширена е след това през 2004 с новите i5 сървъри, първите с IBM POWER5 процесор. Архитектурата на системата позволява бъдещо разширяване със 128-битови процесори, когато те станат факт. Съществуващите програми ще се изпълняват без модифициране.
Макар и представена през 1988 г., AS/400 остава най-значителното вътрешно разработено архитектурно решение на IBM. След идването на Лу Герстнер (Lou Gerstner) през 1993, подобни колосални вътрешни разработки вече се смятат за твърде рискови. Вместо това IBM предпочита да придобива готови разработки – например Lotus Software и Rational Software – и да поддържа разработката на отворени стандарти (Линукс). След напускането на генералния директор(CEO) Джон Акерс (John Akers) през 1993 г., когато изглежда, че IBM ще бъде раздробена, Бил Гейтс коментира, че единствената част от компанията от интерес за Microsoft е отделът на AS/400. Това е обяснимо, защото тогава много от бизнес и финансовите системи на Microsoft работят на платформа AS/400 чак до 1999 г., когато дебютира Windows 2000.

## Хардуер
AS/400 в началото се базира на специално създаден IBM CISC микропроцесор използващ процесорна архитектура позната като Вътрешно микропрограмиран интерфейс (Internal MicroProgrammed Interface /IMPI) и с набор от инструкции подобен на този на IBM 370. По-късно се използват POWER-базирани RISC процесори познати като RS64.

### Процесорите на AS/400, iSeries, i5
System i5 използва процесори IBM POWER. Тези процесори са разработени и произведени от IBM. POWER 4/5/5+ чиповете имат две ядра. Достъпни са и многочипови модули (Multi-Chip Module/MCM). Те са с 4 (8 ядра) или 8 процесора (16 ядра) в един модул.
| Процесор             | Година  | Честота                     | Модел Сървър                           |
| -------------------- | ------- | --------------------------- | -------------------------------------- |
| Cobra (A10)          | от 1995 | 55 or 75МХерца              | Модели: 4xx, 5xx                       |
| Muskie (A25/A30)     | от 1995 | 125 or 154МХерца            | Модели: 53x                            |
| Apache (RS64) (A35)  | от 1997 | 125МХерца                   | Модели: 6xx, 150                       |
| NorthStar; (RS64 II) | от 1998 | 200, 255 или 262МХерца      | Модели: 170, 250, 7xx                  |
| Pulsar (RS64 III)    | от 1999 | 450МХерца                   | Модели: 270, 820                       |
| IStar                | от 2000 | 400, 500, 540 или 600МХерца | Модели: 820, 830, 840, SB2, SB3        |
| SStar (RS64 IV)      | от 2001 | 540, 600 или 750МХерца      | Модели: 270, 800, 810, 820, 830, 840   |
| POWER4               | от 2002 | 1,3 ГХерца                  | Модел: 890                             |
| POWER4               | от 2003 | 1,1 или 1,3ГХерца           | Модели: 825, 870                       |
| POWER5               | от 2005 | 1,5 или 1,65 ГХерца         | Модели: i5-520; i5-550; i5-570; i5-595 |
| POWER5               | от 2006 | 1,9 ГХерца                  | Модел: i5-595                          |
| POWER5+              | от 2006 | 1,9 ГХерца 2,2 ГХерца       | Модели: i5-520, i5-550 Модел: i5-570   |

### Модели на AS/400, iSeries, i5 системите
| Модел                                                       | Година           | Процесор                     | Базов – CPW    | OS/400 версия              |
| ----------------------------------------------------------- | ---------------- | ---------------------------- | -------------- | -------------------------- |
| B10,B20,B30,B35,B40,B45,B50,B60,B70                         | 1988, 1989       | P10, P20                     | 2,9 – 20       | V1R1 – V2R1                |
| C04,C06,C10,C20,C25                                         | 1990             | P10                          | 3,1 – 6,1      | V1R1 – V2R1                |
| D02,D04,D06,D10,D20,D25,D35,D45,D50,D60,D70,D80             | 1991             | P10,P20,P30                  | 3,8 – 56,6     | V2R2, V2R3                 |
| E02,E04,E06,E10,E20,E25,E35,E45,E50,E60,E70,E80,E90,E95     | 1992             | P10,P20,P30,P40              | 4,5 – 116,6    | ?                          |
| F02,F04,F06,F10,F20,F25,F35,F45,F50,F60,F70,F80,F90,F95,F97 | 1993             | P05,P10,P20,P30,P40          | 5,5 – 177,4    | V2R3                       |
| P01, P02, P03                                               | 1993, 1994, 1995 | P05                          | 7,3 – 16,8     | ?                          |
| 150                                                         | 1996             | P05                          | 10,9 – 35,0    | V4R1                       |
| S10, S20, S30, S40                                          | 1997             | P05, P10, P20, P30, P40, P50 | 45,4 – 4550    | V4R1, V4R2, V4R3           |
| SB1, SB2, SB3                                               | 1997, 2000       | P30, P40                     | 1794 – 16500   | V4R1, V4R3                 |
| 10S, 100, 135, 140                                          | 1995, 1993       | P05, P10, P20                | 17,1 – 65,6    | ?                          |
| 170                                                         | 1998             | P05,P10,P20,                 | 30 – 1090      | V4R2                       |
| 200, 20S, 236                                               | 1994             | P05, P10                     | 7,3 – 17,1     | V3R0M5 (за модел 236:V3R2) |
| 250                                                         | 2000             | P05                          | 50 – 75        | V4R5                       |
| 270                                                         | 2000             | P05, P10, P20                | 50 – 2350      | V4R5 oder V5R1             |
| 300, 30S, 310                                               | 1994             | P10,P20,P30,P40              | 11,6 – 177,4   | V3R0M5 – V3R2              |
| 400, 40S, 436                                               | 1995             | P05, P10                     | 13,8 – 91,0    | V3R6                       |
| 500, 50S, 510, 530, 53S                                     | 1995             | P10, P20, P30, P40           | 18,7 – 650     | V3R6 – V4R3                |
| 600, 620, 640, 650                                          | 1997             | P05, P10, P20, P30, P40, P50 | 22,7 – 4550    | V4R1 – V4R3                |
| 720                                                         | 1999             | P10,P20,P30                  | 240 – 1600     | V4R3 – V5R1                |
| 730                                                         | 1999             | P20,P30,P40                  | 560 – 2890     | V4R3 – V5R1                |
| 740                                                         | 1999             | P40,P50                      | 3660 – 4550    | V4R3 – V5R1                |
| 800                                                         | 2003             | P05,P10                      | 300 – 950      | V5R2                       |
| 810                                                         | 2003             | P10, P20                     | 750 – 2700     | V5R2                       |
| 820                                                         | 2000, 2001       | P05,P10,P20,P30,P40          | 100 – 3700     | V4R5, V5R1                 |
| 825                                                         | 2003             | P30                          | 3600 – 6600    | V5R2                       |
| 830                                                         | 2000, 2002       | P20,P30,P40,P50              | 1850 – 7350    | V4R5, V5R1                 |
| 840                                                         | 2000, 2001, 2002 | P40, P50                     | 10000 – 20200  | V4R5, V5R1                 |
| 870                                                         | 2002             | P40,P50                      | 7700 – 20000   | V5R2                       |
| 890                                                         | 2002             | P50, P60                     | 20000 – 37400  | V5R2                       |
| 520                                                         | 2004 – 2006      | P05, P10, P20                | 500 – 7100     | V5R3, V5R4                 |
| 550                                                         | 2004 – 2006      | P20                          | 3300 – 14000   | V5R3, V5R4                 |
| 570                                                         | 2004 – 2006      | P30, P40                     | 3300 – 58500   | V5R3, V5R4                 |
| 595                                                         | 2004 – 2006      | P50, P60                     | 24500 – 184000 | V5R3, V5R4                 |
| 515                                                         | 2007             | P05                          | 3800 – 7100    |                            |
| 525                                                         | 2007             | P10                          | 3800 – 7100    |                            |